# Црногорски перун
Црногорски перун је новац Црне Горе из 1851. године.

## Историјска подлога
За вријеме владавине Петра II Петровића Његоша Црна Гора је доживјела снажан државотворни замах. Оснивање Сената и његових извршних и локалних органа, формирање финансија, афирмација у међународним оквирима, значило је много за обновљену државу. Овај процес унутрашње консолидације праћен је на спољном плану сталним борбама са Турцима и тежњом да се и формално-правно потврди независна црногорска држава. У таквим околностима, израда властитог новца била је неопходна не само као практична потреба црногорске државе већ и као израз потврђивања достигнутог степена у државној изградњи и међународној афирмацији.
До почетка XX вијека у Црној Гори је као платежно средство функционисао новац страних држава, јер нису постојали политички и економски услови да Црна Гора емитује властити новац. Историја биљежи покушај владике Петра II Петровића Његоша да искује црногорски новац, који је требало да се зове Перун. Према неким подацима, владика је прије смрти исковао 32 комада овог новца које је на поклон даривао пријатељима. Али како нико од његових савременика није забиљежио ковање перуна, нити је иједан сачувани примјерак до данас пронађен, мало је вјероватно да је златни перун владике Рада икада искован. Једини преостали доказ о Његошевим плановима је отисак перуна у црвеном воску који се чува на Цетињу. Његову велику жељу да кује новац Црне Горе остварио је књаз, односно краљ Никола I Петровић.

## Његошев перун
Идеју да искује црногорски новац Његошу је дао Карло Родшилд, банкар и финансијски магнат, током њиховог сусрета у Напуљу, у марту 1851. године. Дуго се о овом новцу готово ништа није знало. Неки истраживачи сматрају да је прерана Његошева смрт условила да се искује само један примјерак, по другима урађен је само пробни узорак, док ни претпоставка коју наводи Живко Драговић да је исковано укупно 32 примјерка Његошевог новца, није за одбацивање. Из сасвим скорашњих истраживања види се да се један примјерак налази у власништву бивше италијанске владарске династије. О Његошевом новцу се, нажалост, и данас мало зна. Постоји само један опипљив доказ, његов отисак у црвеном воску, на коме се налази текст: ЦРНА ГОРА и година 1851. (аверс) и ЗЛАТНИ ПЕРУН са назначеном вриједношћу од два талира (реверс).